# 專性需氧微生物

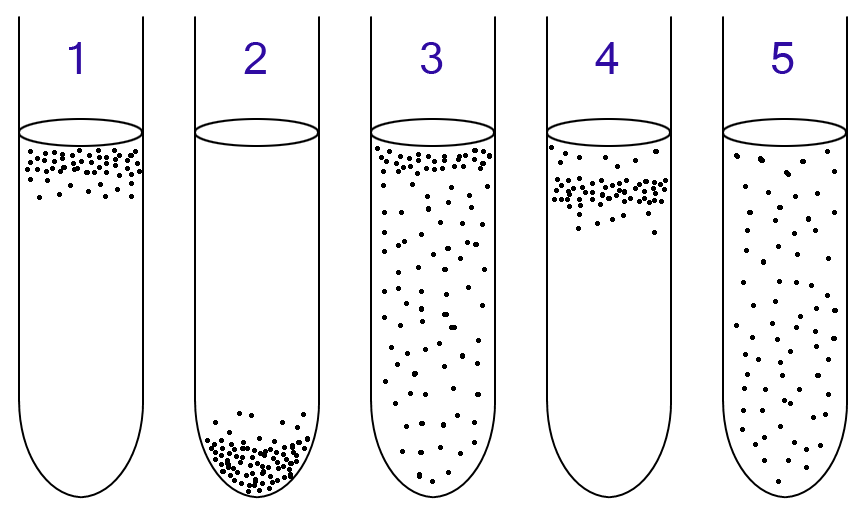
圖爲4支培養有不同種類微生物的試管。試管內的培養基爲巰基乙酸肉湯。
1中培養的是專性需氧微生物。因爲它們不能進行發酵及無氧呼吸，所以它們浮在了氧含量最高的上層。
2中培養的是專性厭氧微生物。因爲它們體內因無過氧化氫酶等物質無法在有氧條件下存活，故浮在氧含量最低的下層。
3中培養的是兼性厭氧菌。它們既可以在有氧條件下也能夠在無氧條件下生存，所以它們分佈在試管培養基上的各處。但因爲有氧呼吸較無氧呼吸能產生更多的ATP（三磷酸腺苷），故更多的菌體分佈在上層。
4中培養的是微需氧微生物。它們不能進行發酵及無氧呼吸，也不能在高氧濃度環境中存活，故它們浮在試管中上層。
5中培養的是耐氧厭氧生物。這種細菌不能進行有氧呼吸，但卻可以在高氧濃度環境下存活，所以它們均勻地分佈在試管培養基上各處。

專性需氧微生物（英語：obligate aerobe）是一類在有氧條件下才能存活的微生物。這類生物通過有氧呼吸將糖類或脂肪轉化爲其生活所需的能量，在其呼吸中，氧被用作電子傳輸鏈的末端電子受體。比起無氧呼吸和發酵，有氧呼吸在消耗同樣的葡萄糖的前提下能產生更多的ATP（三磷酸腺苷）。不過，專性需氧微生物常常遭受高水平的氧化應激。 
結核分枝桿菌和星狀諾卡氏菌均爲專性需氧微生物。除酵母菌外，大多數的真菌都是是專性需氧微生物。另外，幾乎所有的藻類都是專性需氧微生物。